# Zhang Xiaodong
Zhang Xiaodong (chiń. 张小冬 ur. 4 stycznia 1964 w Zhanjiang) – chińska żeglarka sportowa. Srebrna medalistka olimpijska z Barcelony.
Zawody w 1992 były jej jedynymi igrzyskami olimpijskimi. Po medal sięgnęła w klasie Lechner, wyprzedziła ją jedynie Nowozelandka Barbara Kendall. W 1990 triumfowała w niej na igrzyskach azjatyckich.